# شهرستان زنگلان
شهرستان زنگلان (به لاتین: Zəngilan) نام بخشی در جنوب غربی جمهوری آذربایجان است. مرکز این بخش شهر زنگلان است. زنگلان در کرانه شمالی رود ارس واقع شده و با ایران و ارمنستان هم‌مرز است. این بخش در درگیری‌های ۲۰۲۰ ارمنستان-آذربایجان از تصرف ارمنستان خارج شد.

## نگارخانه

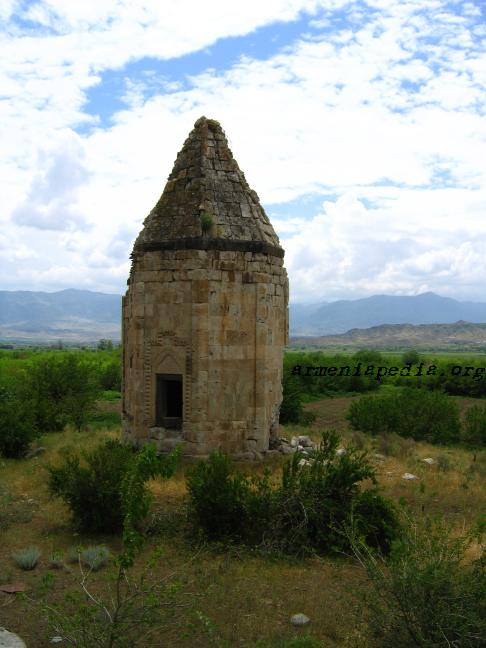
یک صومعه در واردانانتس / محمد بی‌لی